# عبد العال عطوة
الشيخ عبد العال أحمد عطوة  من مواليد 11/4/1913 م. أستاذ الفقه الإسلامي بكلية الشريعة والقانون جامعة الأزهر.
حصل على الإجازة العالية «الليسانس» من كلية الشريعة بالأزهر 1935 م. ثم نال درجة التخصص «الماجستير» ثم حصل على العالمية «الدكتوراه» من ذات الكلية عام 1944 م.
وتوفي الشيخ -رحمه الله- يوم الخميس رجب عام 1415 هـ الموافق 8/12/1994 م.
وكان الشيخ من الرعيل الأول الذي خرج أجيالًا من العلماء.

## أبحاثه العلمية
1- الفقه الإسلامي وموقفنا منه.1959 م
2- العدالة الاجتماعية في الإسلام.1963 م

## أهم مؤلفاته
1- المدخل إلى السياسة الشرعية (كتاب)
2- نظرية الملكية في الشريعة الإسلامية (كتاب)
3- قواعد الإفتاء (كتاب)
4- الأحوال الشخصية (كتاب)
5- المدخل إلى الفقه الإسلامي (كتاب)

## أهم المؤتمرات و الزيارات العلمية والثقافية
1- بعثة تعليمية إلى جامعة كابول 1959-1961.
2- بعثة إلى اليمن 1965-1969.
3- بعثة إلى كلية الحقوق بالجامعة الليبية.
4- بعثة إلى المعهد العالي للقضاء بالرياض.